# 佩喬雷
57°49′N 27°36′E / 57.817°N 27.600°E
佩喬雷（俄语：Печо́ры、愛沙尼亞語）是俄羅斯普斯科夫州西部的一個城市，鄰近愛沙尼亞。距普斯科夫以西102公里。2002年人口13,056人。
1919年為愛沙尼亞所佔，1944年劃歸普斯科夫州。